# Armen Ambartsoemjan (voetballer, 1994)
Armen Ambartsoemjan (Russisch : Армен Гарикович Амбарцумян) (Saratov, 11 april 1994) is een Russisch voetballer die bij voorkeur speelt als middenvelder. Hij speelt nu bij FC Ararat-Armenia.

## Loopbaan
Ambartsoemjan maakte zijn professionele debuut in de Russische professionele voetbalcompetitie voor FC Zenit Penza op 25 juli 2014. Hij speelt tegen FC Podolje Podolski. 
Op 23 juni 2016 verliet Ambartsoemjan CSKA Moskou om te tekenen voor Mordovië Saransk.
Na het vertegenwoordigen van Rusland op junior niveaus werd Ambartsoemjan in 2017 opgeroepen voor het senioren Armeens voetbalelftal.

## Erelijst

### FC Ararat-Armenia
- Bardzragujn chumb (2) : 2018-2019, 2019-2020
- Armeense Supercup (1) : 2019